# NGC 6001
NGC 6001 is een spiraalvormig sterrenstelsel in het sterrenbeeld Noorderkroon. Het hemelobject werd op 11 april 1785 ontdekt door de Duits-Britse astronoom William Herschel.

## Synoniemen
- UGC 10036
- MCG 5-37-27
- ZWG 166.58
- PGC 56056